# Конфискация
Конфискация (лат. confiscatio «отобрание в казну» ← con- «вместе; полнота» + fiscus «корзина; касса, казна, финансы») — принудительное безвозмездное изъятие в собственность государства всего или части имущества, являющегося собственностью лица, под различными предлогами: в качестве санкции за преступление либо за административное или гражданское правонарушение и прочее.

## Цели конфискации
- Не позволить лицам, совершившим незаконное деяние, обогатиться за счет преступления.
- Компенсировать ущерб, причиненный потерпевшему, за счет изъятых доходов от преступной деятельности.
- Предотвратить повторение преступления за счет изъятия орудий преступления[1].

## Виды конфискации
Законодательство большинства стран различает два вида конфискации: конфискацию в уголовном порядке (лат. in personam) и конфискацию вне уголовного производства (лат. in rem). Эти виды конфискации различаются процедурой изъятия активов. Первая подразумевает уголовное производство и вынесение обвинительного приговора; для второй этого не требуется. В некоторых странах применяется также так называемая административная конфискация.

### Конфискация в уголовном порядке
Конфискация в уголовном порядке направлена против определенного лица, требует уголовного судопроизводства, может составлять часть наказания. Эта конфискация может быть вещной (нужно доказать, что конфискуемые активы являются доходами от преступления или его орудием), а может быть стоимостно-ориентированной (стоимость конфискуемого эквивалентна доходам от преступления, нет необходимости доказывать, что конкретная собственность связана с преступлением).

### Конфискация вне уголовного производства
Конфискация вне уголовного производства (гражданская или вещная конфискация) — это судебное преследование имущества. Этот процесс отделен от уголовного судопроизводства: должно быть доказано, что конфискуемое имущество имеет отношение к преступной деятельности или было орудием его совершения. В большинстве случаев доказательство происходит путём сравнения вероятностей.
Конфискация вне уголовного производства позволяет вернуть активы в тех ситуациях, когда невозможно применить конфискацию в уголовном порядке. Например, когда преступник скрывается от правосудия; умер до возбуждения уголовного дела или до вынесения приговора; имеет правовой иммунитет; наделен такой властью, что уголовное расследование и преследование невозможны; нехватка доказательств для уголовного преследования и др.

### Административная конфискация
Административная конфискация не предполагает вынесения судебного решения. Этот вид конфискации часто используется для конфискации активов, в случае если арест активов не оспаривается, а также соблюдены необходимые требования (в частности, оповещение сторон, отсутствие зарегистрированных возражений и т. п.).
Административная конфискация, как правило, связана с применением таможенного права, борьбой с наркоторговлей, законов, требующих сообщать о перемещении валюты за рубеж

## Конфискация в законодательстве РФ
По гражданскому законодательству РФ конфискация рассматривается как один из случаев принудительного изъятия имущества у собственника (ч. 2 ст. 235 ГК РФ). Согласно ст. 243 ГК РФ имущество может быть безвозмездно изъято у собственника по решению суда в виде санкции за совершенное преступление (иное правонарушение). В случаях, предусмотренных законом, конфискация производится в административном порядке. Решение о такой конфискации может быть обжаловано в суде. По уголовному праву конфискация заключается в изъятии у осужденного конкретных предметов, являющихся орудиями и средствами преступления, некоторых других предметов, а также денег и иных ценностей, нажитых преступным путём (ст. 86 УПК РСФСР). Конфискация, применяемая в качестве меры административного взыскания, предусматривает изъятие не вообще имущества правонарушителя, а только тех предметов, которые являются орудиями или объектами административных проступков.
В действующем Уголовном кодексе конфискация имущества была одним из видов наказания почти 7 лет — со дня введения в действие Кодекса, то есть с 1 января 1997 года и по 11 декабря 2003, когда была отменена. Конфискация имущества была установлена за тяжкие и особо тяжкие преступления, совершенные из корыстных побуждений. Конфискация имущества применялась только как дополнительное наказание и только в тех случаях, когда такое наказание было предусмотрено в статьях за преступления. Также конфискация имущества не могла быть назначена при условном осуждении.
Меньше чем через 3 года — 29 июля 2006 года конфискация имущества возвращается в уголовный закон. Но уже в качестве «иной меры уголовно-правового характера». Другими «иными мерами уголовно-правового характера» являются принудительные меры медицинского характера и судебный штраф.

## Конфискация в международном праве
В настоящее время институт конфискации в международном праве урегулирован рядом универсальных и региональных конвенций. Согласно ст. 2 Конвенции ООН против коррупции, принятой резолюцией 58/4 Генеральной Ассамблеи от 31 октября 2003 года, термин «конфискация» означает окончательное лишение имущества по постановлению суда или другого компетентного органа. Аналогичное определение конфискации содержится и в Конвенции ООН против транснациональной организованной преступности, принятой резолюцией 55/25 Генеральной Ассамблеи от 15 ноября 2000 года. В ст. 1 Конвенции Совета Европы об отмывании, выявлении, изъятии и конфискации доходов от преступной деятельности от 8 ноября 1990 года конфискация определена как наказание или мера, назначенная судом в результате судопроизводства по одному или нескольким уголовным правонарушениям, наказание или мера, приводящая к лишению имущества.
Согласно п. 1 ст. 31 Конвенции ООН против коррупции и п. 1 ст. 12 Конвенции ООН против транснациональной организованной преступности, государства-участники указанных конвенций, в максимальной степени, возможной в рамках их внутренней правовой системы, принимают меры, которые могут потребоваться для обеспечения возможности конфискации:
- доходов от преступлений или имущества, стоимость которого соответствует стоимости таких доходов;
- имущества, оборудования и других средств, использовавшихся или предназначавшихся для использования при совершении преступлений.

При этом в соответствии с нормами вышеуказанных конвенций, в случае, если доходы от преступлений превращены или преобразованы (частично или полностью) в другое имущество, то конфискация применяется в отношении такого имущества. Если же доходы от преступлений были приобщены к имуществу, приобретённому из законных источников, то конфискации без ущерба для любых полномочий, касающихся замораживания или ареста, подлежит та часть имущества, которая соответствует оценённой стоимости приобщённых доходов. Такие же меры применяются и в отношении прибыли или других выгод, полученных от таких доходов от преступлений, от имущества, в которое были преобразованы названные доходы от преступлений, или от имущества, к которому были приобщены подобные доходы от преступлений.
В ст. 20 Европейской конвенции о выдаче, заключённой в Париже 13 декабря 1957 года, регламентирована допустимость конфискации собственности, которая может потребоваться в качестве вещественных доказательств, а также которая была приобретена в результате преступления и в момент ареста находилась во владении требуемого к выдаче лица или была обнаружена позднее. Конвенция ООН о борьбе против незаконного оборота наркотических средств и психотропных веществ 1988 года предусматривает конфискацию задействованных в незаконном обороте наркотических средств и психотропных веществ, а Конвенция ООН по морскому праву — конфискацию оборудования радиосвязи, противоправно используемого в целях несанкционированного радиовещания.
В п. 1 ст. 4 Конвенции Совета Европы об отмывании, выявлении, изъятии и конфискации доходов от преступной деятельности закреплено положение о том, что каждая страна-участник этой Конвенции принимает законодательные и прочие меры, необходимые для того, чтобы уполномочить свои суды и другие компетентные органы предписать затребовать или наложить арест на банковские, финансовые или коммерческие досье для приведения в действие конфискационных мер. Стороны Конвенции не могут ссылаться на банковскую тайну, чтобы отказаться от выполнения данных положений.
В ст. 8 Международной конвенции о борьбе с финансированием терроризма, принятой резолюцией 54/109 Генеральной Ассамблеи ООН от 9 декабря 1999 года, установлена норма, отражающая специфику предмета данной Конвенции. Согласно ей, каждое государство-участник рассматривает возможность создания механизмов, с помощью которых средства, полученные в результате конфискации, использовались бы для выплаты компенсации жертвам преступлений террористической направленности или членам их семей.